# La sfida delle mogli
La sfida delle mogli (Military Wives) è un film del 2019 diretto da Peter Cattaneo. È ispirato a una storia vera, descritta nella quarta stagione della serie televisiva I ragazzi del coro.

## Trama
Le mogli dei militari britannici, le cui famiglie vivono all'interno d'una caserma d'addestramento, rimangono sole dopo la partenza per una missione in Afghanistan. Kate, moglie del comandante del battaglione, e Lisa decidono di creare un coro per unire e condividere le esperienze d'ognuna di loro.